# Дауда Траоре
Дауда Траоре (*д/н — 1892) — фаама (володар) держави Кенедугу в 1860—1862 роках.

## Життєпис
Походив з династії Траоре. Син фаами Тімонконко. Замолоду опинився в полоні в державі Конг, але був обміняний чи викуплений.
1860 року після смерті стриєчного брата Даули II успадкував трон. Не виявив хист до державної і військової справи. Наслідком цьому були повстання в підкорених областях. Також напади на межі держави став здійснювати Фафа, намісник занепалої перед тим імперії Сегу.
Зазнав поразки біля Улені зазнав поразки від держави Гвіріко. 1862 року біля невдалої облоги Тіні був позбавлений трону та перебрався до Гвіріко. тут помер 1892 року. Трон спадкував його небіж Молокунанфа Траоре.